# 宦郷
宦郷（かんきょう、 1910年 - 1989年2月28日）は、中華人民共和国の外交官。

## 来歴
1910年、貴州省に生まれる。上海で教育を受け、日本の早稲田大学にも留学した。イギリス（次代に熊向暉）、ベルギー、ルクセンブルク、EC大使を歴任。
東西冷戦期には、「二大超大国は弱体化し、没落する」と述べ、冷戦が終結すれば中国は大国に成長すると分析した。
1989年、冷戦終結を目前に亡くなるが、その優れた分析能力から「中国のキッシンジャー」と称されている。